# 布魯克維爾 (印地安納州)
布魯克維爾（英語：Brookville）是一個位於美國印地安納州富蘭克林縣的城市。根據2010年美國人口普查，該地人口為2,596人，而該地的面積約為3.99平方千米。同時該地也是富蘭克林縣的縣治。

## 地理
布魯克維爾的座標為39°25′20″N 85°00′34″W / 39.42222°N 85.00944°W，而該地的平均海拔高度為203米（即666英尺）。